# The Real Housewives of Amsterdam (seizoen 3)
Het derde seizoen van The Real Housewives of Amsterdam wordt vanaf 28 november 2024 wekelijks uitgezonden via Videoland.
Dit seizoen van The Real Housewives of Amsterdam volgde de levens van Cherry-Ann Person, Tamara Elbaz, Kimmylien Nguyen, Maria Tailor, Djamila Celina Melcherts en de twee nieuwkomers Angela van den Brink en Deborah Luijdendijk. Van den Brink was tijdens de eerste twee seizoenen al een enkele keer in beeld tijdens feestjes van Nguyen.
Hella Huizinga en Susanna Klibansky verlieten het programma na de reünie van het tweede seizoen de serie. Beide housewives gaven aan dat ze de opnames niet meer konden combineren met hun werk en privélevens. Huizinga was wel aanwezig tijdens verschillende draaidagen van dit seizoen, maar is uiteindelijk in geen enkele aflevering te zien geweest. Djamila Celina Melcherts verliet de show tijdens het draaien van dit seizoen. Wel was ze aanwezig tijdens de reünie, maar hier liet ze ook te kennen dat ze niet terugkeert voor het vierde seizoen. Op 6 juni werd bekend gemaakt dat Van den Brink niet terugkeert in het vierde seizoen. Van den Brink wilt zich meer focussen op haar gezin.
Daarnaast werd op 16 juni 2025 bekend gemaakt dat Tailor, Elbaz en Luijendijk ook niet terug keren voor een vierde seizoen. Echter keerde Melcherts op haar beurt na eerder genoemd wel terug.

## Productie en crew
Op 1 augustus 2024 werd officieel bekendgemaakt dat er een derde seizoen van The Real Housewives of Amsterdam zou komen. Het programma werd wederom geproduceerd door Concept Street onder leiding van producent Roy Aalderink en productieleider Sterre Heerink. Justin Arnts was als redacteur onder leiding van eindredacteur Linda van den Dikkenberg bij het programma betrokken.
De opnames begonnen eind april en duurde uiteindelijk tot midden oktober. In vergelijking met het tweede seizoen heeft deze een langere opnameperiode gehad, maar geen extra afleveringen. Door meer opnames heeft de productie meer draaimomenten gehad, zodat uit meer scènes kon worden gekozen die bij het programma pasten. De populariteit van de dames leidde ertoe dat zij ook voor andere programma's werden gevraagd. Tailor en Elbaz kregen hun eigen programma, deed Nguyen mee aan Expeditie Robinson 2024, Person aan De Verraders Halloween en Melcherts aan The Real Housewives of Munich en Power Couple.

## Cast
Aan de hand van de posts van de housewives via de verschillende socialemediakanalen werd al snel duidelijk weer er wel of niet mee zouden doen. In april en mei lieten meerdere housewives weten dat ze mee deden, alleen Melcherts werd pas na lang speculeren bevestigd in juni. Daarnaast was het ook speculeren wie de lege plekken van Huizinga en Klibansky zou overnemen. Zo werden meermaals Julia Feenstra genoemd. Uiteindelijk werd op 1 augustus tijdens de officiële aankondiging van het derde seizoen Angela van den Brink en Deborah Luijendijk als de twee nieuwe housewives bevestigd.
Van den Brink is geen onbekende van het programma. Zij was zowel in het eerste als tweede seizoen te zien tijdens een feestje van Nguyen. Van den Brink is kunstenares en geboren en getogen in Amsterdam. Ze is bijna twintig jaar samen met Tijmen en hebben samen vier kinderen.
Luijdendijk is een Rotterdamse maar is voor de liefde paar jaar geleden verhuist naar Amsterdam. Samen met haar vriend heeft ze een zoontje die geboren is in 2023.
Tijdens het draaien van het derde seizoen verliet Melcherts de serie. Wel gaat ze aanwezig zijn tijdens de reünie. Tijdens de reünie gaf Melcherts ook aan dat ze niet terugkomt voor het vierde seizoen.
| Links                | Links             | Links        | HOST           | Rechts       | Rechts           | Rechts             |
| -------------------- | ----------------- | ------------ | -------------- | ------------ | ---------------- | ------------------ |
| Angela van den Brink | Cherry-Ann Person | Maria Tailor | Carlo Boszhard | Tamara Elbaz | Kimmylien Nguyen | Deborah Luijendijk |

Melcherts kwam later in de aflevering bij de dames. Zij nam plek op de positie van Van den Brink die op haar plaats zich tussen Nguyen en Luijendijk voegde.

### Cast overzicht
| Housewives     | Afleveringen | Afleveringen | Afleveringen | Afleveringen | Afleveringen | Afleveringen | Afleveringen | Afleveringen | Afleveringen | Afleveringen | Afleveringen | Afleveringen | Afleveringen |
| Housewives     | 1            | 2            | 3            | 4            | 5            | 6            | 7            | 8            | 9            | 10           | 11           | 12           | 13           |
| -------------- | ------------ | ------------ | ------------ | ------------ | ------------ | ------------ | ------------ | ------------ | ------------ | ------------ | ------------ | ------------ | ------------ |
| Maria          |              |              |              |              |              |              |              |              |              |              |              |              |              |
| Cherry-Ann     |              |              |              |              |              |              |              |              |              |              |              |              |              |
| Kimmylien      |              |              |              |              |              |              |              |              |              |              |              |              |              |
| Djamila Celina |              |              |              |              |              |              |              |              |              |              |              |              |              |
| Tamara         |              |              |              |              |              |              |              |              |              |              |              |              |              |
| Angela         |              |              |              |              |              |              |              |              |              |              |              |              |              |
| Deborah        |              |              |              |              |              |              |              |              |              |              |              |              |              |

legenda

## Taglines
- Cherry-Ann: "Luxe straal ik uit, maar mijn echte rijkdom begint thuis."
- Tamara: "Aan mijn uiterlijk wordt gesleuteld behalve aan mijn tong, die blijft scherp."
- Angela: "Wie had gedacht dat polderglamour er zo 'fabulous' uit kon zien."
- Kimmylien: "Ik serveer liefde op een zilveren schaal met wat drama on the side."
- Maria: "Mijn naam is Maria Tailor, maar glamour is my middle name."
- Djamila Celina: "In de ring van drama ben ik de Knockout Queen."
- Deborah: "Rotterdam zit in mijn hart, maar Amsterdam ligt aan mijn voeten."

| Deborah Luijendijk | Maria Tailor | Tamara Elbaz | Cherry-Ann Person | Kimmylien Nguyen | Djamila Celina Melcherts | Angela van den Brink |

## Afleveringen
| Nr. (totaal) | Nr. (seizoen) | Titel                              | Datum            |
| --- | ------------- | ---------------------------------- | ---------------- |
| 23 | 1             | Nieuwe gezichten, oude gewoontes   | 28 november 2024 |
| Cherry-Ann en Djamila hebben een gesprek, maar dit lijkt niet goed uit te pakken. Daarnaast organiseert Cherry-Ann samen met Maria een Surinaamse avond, waarbij Angela door Cherry-Ann wordt uitgenodigd en Deborah door Djamila. Maar beide dames lijken niet bij iedereen in de smaak te vallen.                        |               |                                    |                  |
| 24 | 2             | Het verleden, heden en de toekomst | 28 november 2024 |
| Maria is niet blij met wat Deborah zei tijdens de Surinaamse avond en gaat met haar lunchen om haar beter te leren kennen. Tamara doet ook haar best en nodigd Angela bij haar thuis uit. Angela nodigt op haar beurt alle vrouwen bij haar thuis uit voor een creative middag, wat alleen bij Tamara in goede smaak valt. |               |                                    |                  |
| 25 | 3             | Oude vriendschap roest niet        | 5 december 2024  |
| Angela probeert de bemiddelen tussen Kimmylien, Cherry-Ann en Djamila, maar lijkt zelf hierdoor weer issues te krijgen met Kimmylien. Ondertussen lijkt het tussen Angela en Maria beter dan ooit. |               |                                    |                  |
| 26 | 4             | Een kleurrijke ontgroeningsfase    | 12 december 2024 |
| Djamila nodigt alle dames uit voor een zuurstokroze event, waar zowel Deborah als Angela zich moeten verantwoorden volgens enkele dames. Kimmylien deelt met enkele dames een stukje uit haar cultuur, maar een kraai lijkt het symbool te worden van irritaties.                                                          |               |                                    |                  |
| 27 | 5             | Self(ish) Love                     | 12 december 2024 |
| Het event van Kimmylien valt niet bij iedereen in de smaak. Maria en Deborah hebben beide bewijs van een werkafspraak die volgens de een nooit heeft plaats gevonden en volgens de ander wel. Djamila sluit daarop een deal met Maria.                                                                                     |               |                                    |                  |
| 28 | 6             | Alle kaarten op tafel              | 26 december 2024 |
| Cherry-Ann gaat met Deborah maar naar waar zij is opgegroeid, waar ze een heel persoonlijk verhaal verteld. De vrouwen vliegen daarna met z'n allen naar Marrakesh voor hun Girls Trip. Hier hebben Maria en Deborah nog wat uit te spreken met elkaar.                                                                    |               |                                    |                  |
| 29 | 7             | Het roze hazenpad kiezen           | 2 januari 2025   |
| Na de grote ruzie tussen Maria en Deborah komt er een splitsing in de groep. De dames besluiten de volgende ochtend het verleden achter zich te laten, maar dan komt de onderlinge afspraak om Deborah uit de groep te gooien op tafel.                                                                                    |               |                                    |                  |
| 30 | 8             | Samen uit, samen niet naar huis    | 9 januari 2025   |
| De vrouwen worden wakker op hun laatste ochtend in Marrakesh, waarbij de vorige avond veel impact heeft gehad. Hierom heeft Djamila haar spullen gepakt en is vertrokken. Tamara en Deborah besluiten hun strijd achter te laten in de woestijn.                                                                           |               |                                    |                  |
| 31 | 9             | De handdoek in de ring gooien      | 16 januari 2025  |
| Na haar vertrek uit Marrakesh is Djamila terug in Amsterdam en bespreekt met Cherry-Ann haar keuze om uit de groep te stappen. Na wekenlang geklaag door Tamara is het haar beurt om een event te organiseren. |               |                                    |                  |
| 32 | 10            | Het is de toon die de muziek maakt | 23 januari 2025  |
| Deborah heeft een afspraak met Meedo om hun "ruzie" uit te spreken. Daarnaast heeft Deborah een emotioneel gesprek met Tamara. Maria heeft voor het eerst haar grote optreden om haar nieuwe single te performen. Na haar therapie en vakantie is Angela weer de oude, maar raakt een gevoelige snaar bij Kimmylien.       |               |                                    |                  |
| 33 | 11            | Samen sta je sterker dan alleen    | 30 januari 2025  |
| Tamara staat aan de vooravond van haar event, maar wat een mooie dag zou worden veranderd in een nachtmerrie wanneer zij op straat in elkaar wordt geslagen. Hoewel de housewives ruzie maken van hun visagisten of het ontbijt, wanneer ze er voor elkaar moeten zijn doen ze dat.                                        |               |                                    |                  |
| 34 | 12            | Heibel in de hoofdstad             | 6 februari 2025  |
| Angela neemt Cherry-Ann en Deborah mee op een boottocht in de grachten, terwijl Kimmylien en Maria ondertussen een confronterend gesprek voeren. Tamara heeft een emotionele dag omdat ze traumatherapie ondergaat. Maria organiseert een Hèrmes-evenement, waarbij één persoon de onnodige spanning meeneemt.             |               |                                    |                  |
| 35 | 13            | De reünie                          | 13 februari 2025 |
| Alle zeven dames komen sinds Marrakesh weer samen. Sluiten alle dames vrede met elkaar of wordt er toch nog even olie op het vuur gegooid? En Djamila |               |                                    |                  |